# Skotsko
Skotsko (skotsky a anglicky Scotland, skotskou gaelštinou Alba) je jednou ze čtyř zemí konstituční monarchie Spojeného království Velké Británie a Severního Irska, která se nachází v severní části ostrova Velká Británie. Jedinou suchozemskou hranici má s Anglií, na východě je Skotsko ohraničeno Severním mořem, na severu a západě Atlantským oceánem a na jihozápadě Severním průlivem a Irským mořem. Mimo pevninu se Skotsko rozkládá na více než 790 ostrovech, z nichž největší jsou Orkneje, Shetlandy a Hebridy.
Hlavním a druhým největším městem Skotska je Edinburgh, který je jedním z největších evropských finančních center. V 18. století bylo město centrem skotského osvícenství, díky kterému se Skotsko stalo jedním z obchodních, intelektuálních a průmyslových motorů Evropy. Největším skotským městem je Glasgow, které kdysi bylo jednou z předních světových průmyslových metropolí a v současné době je součástí velké glasgowské konurbace dominující Lowlands. Ve Skotsku žije 5 438 100 obyvatel (k roku 2018), z nichž většinu (asi 88 %) tvoří Skotové. Úředními jazyky jsou angličtina, skotština a skotská gaelština.
Skotské království bylo nezávislé až do 1. května 1707, kdy vytvořilo unii s Anglickým královstvím (v pouze personální unii s Anglickým královstvím bylo od roku 1603), čímž vzniklo Království Velké Británie. Tato unie byla výsledkem smlouvy o Unii z roku 1706 a vstoupila v platnost schválením zákona o Unii parlamenty obou zemí, navzdory rozsáhlým protestům v celém Skotsku. Třebaže je Skotsko součástí Spojeného království, má svůj nezávislý politický systém a vlastní soukromé i veřejné právo (skotské právo). Oddělení skotského právního a vzdělávacího systému a církve i po uzavření Unie přispělo k pokračování skotské kultury a skotské národní identity a část Skotů v čele se Skotskou národní stranou dlouhodobě usiluje o státní nezávislost na Spojeném království.

## Dějiny
První osadníci přišli na území dnešního Skotska pravděpodobně v době ledové asi před 11 000 lety. První vesnice podle vykopávek vznikaly cca okolo 6000 př. n. l. Průkazné písemnosti o Skotsku pocházejí z dob příchodu Římanů, kteří zemi nazývali Kaledonie. Toto území nebylo díky silnému odporu zdejších barbarských kmenů nikdy dobyto Římskou říší, která načas připojila území pouze mezi Hadriánovým valem a Antoninovým valem. Za zakladatele Skotska se považuje dálriatský král Kenneth Mac Alpin, který si roku 843 podmanil království Piktů a založil království Alba, bezprostředního předchůdce Skotského království. Toto království bylo tvořeno šesti severními provinciemi, spravovanými mormaery a několika královstvími na jihu. Mormaerové i králové byli podřízeni skotskému velekráli.

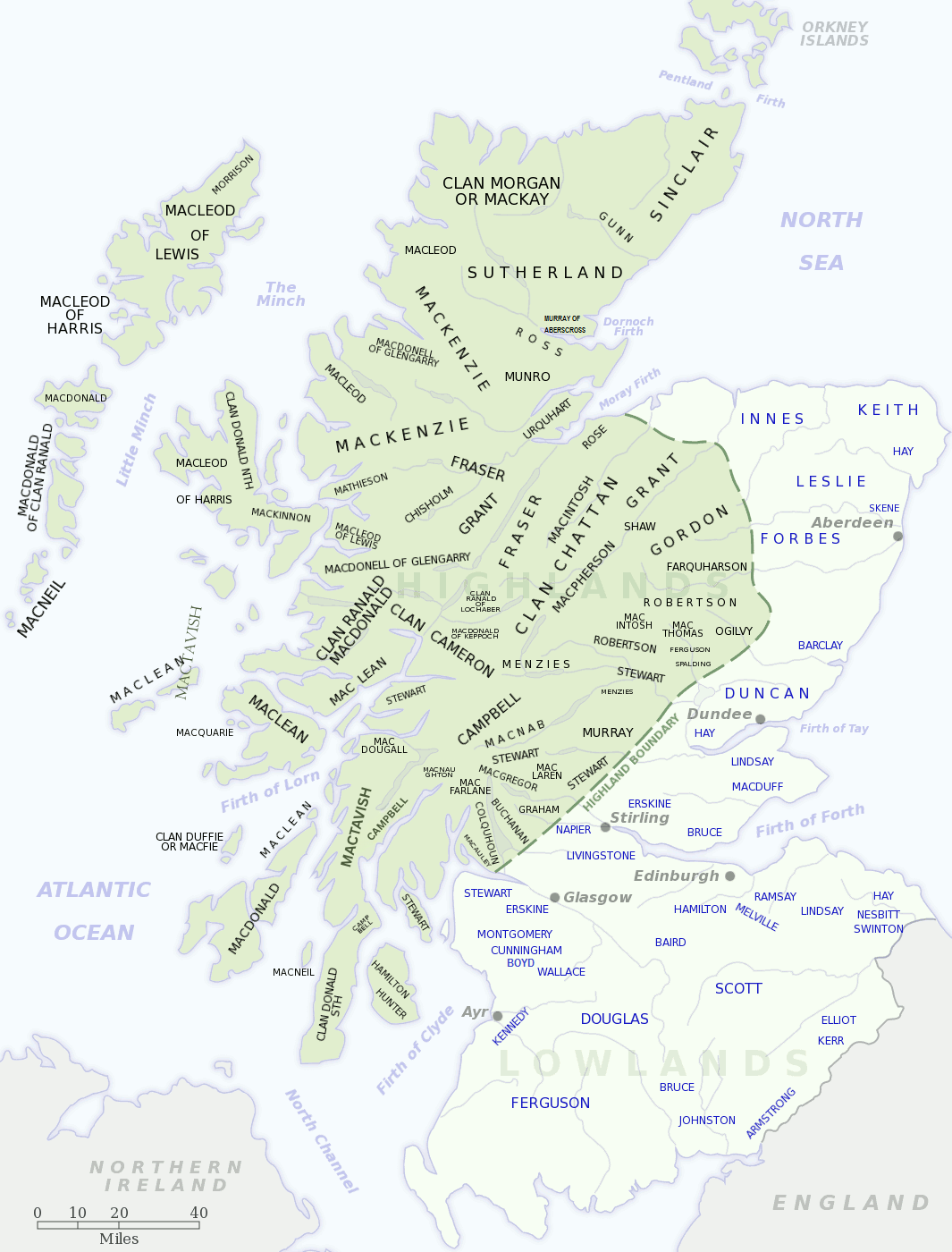
Mapa skotských klanů

K významným společenským změnám došlo ve Skotsku v druhé polovině 11. století za vlády skotského velekrále Malcolma III. především v oblasti práva, majetkových vztahů a v systému následnictví. Reorganizována byla také skotská křesťanská církev. Malcolm III. zavedl v zemi zvyky a zákony převzaté z Anglie. Po vytvoření anglického království muselo Skotsko čelit sílícímu tlaku Anglie, a vedlo s ní dlouhé války, které obě země značně vyčerpávaly. Ve 13. století se objevil William Wallace, který táhl na jih a dobyl York, čímž zvedl morálku vyčerpaným Skotům. Další významnou osobou skotské historie byl Robert Bruce, pokračující v díle popraveného Wallace, ovšem jinými prostředky.
Na základě Zákonů o unii z 1. května 1707 vzniklo Království Velké Británie. 16. dubna 1746 proběhla bitva u Cullodenu, která znamenala konec jakobitského povstání a další směřování Skotska k pevnějšímu svazku s Anglií. V této době také vzniká kombinací anglické a skotské vlajky vlajka britská (Union Jack). 1. ledna 1801 se pak Skotsko stalo jednou ze čtyř zemí Spojeného království Velké Británie a Irska. V průběhu 18. století došlo ve Skotsku k několika povstáním proti vládnoucím králům z hannoverské dynastie. Hlavním cílem těchto povstání bylo dosadit zpět na trůn Velké Británie členy katolické stuartovské dynastie, tedy Jakuba Františka Stuarta (povstání 1715–1716) a Karla Eduarda Stuarta (1745–1746). Povstání byla krutě potlačena.
V moderních dějinách stojí za zmínku vliv průmyslové revoluce a zámořských objevů na ekonomický vzrůst Skotska. Obchody se zámořím, výroba lodí a průmyslového zboží napomohly Skotsku k ekonomické prosperitě. Významnou událostí je také objevení ropných nalezišť v Severním moři a znovuobnovení Skotského parlamentu.

## Zemské symboly

### Vlajka
Skotská vlajka je tvořena modrým listem o poměru stran 3:5 s bílým Ondřejským křížem.

### Hymna
Během sportovních akcí, kdy je třeba zahrát hymnu některé ze zemí Spojeného království, se hrají písně, které však nemají uzákoněn oficiální status. Pro Skotsko to jsou: Flower of Scotland nebo Scotland the Brave.

## Geografie

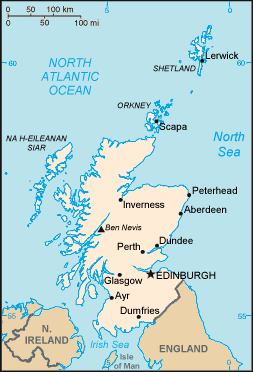
Mapa Skotska

Skotsko se nachází v severní třetině ostrova Velká Británie a na přilehlých ostrovech. Rozprostírá se na 78 772 čtverečních kilometrech (30 414 mil²). Pevninskou hranici má pouze s Anglií a to 96 kilometrovou mezi řekou Tweed na východě a zálivem Solway Firth na západě. Nejbližšími sousedy jsou Irsko, vzdálené po Irském moři 30 kilometrů jihozápadně, Norsko, které leží 400 kilometrů východně přes Severní moře, a Faerské ostrovy spolu s Islandem, které odděluje od Skotska Atlantský oceán směrem na severozápad.

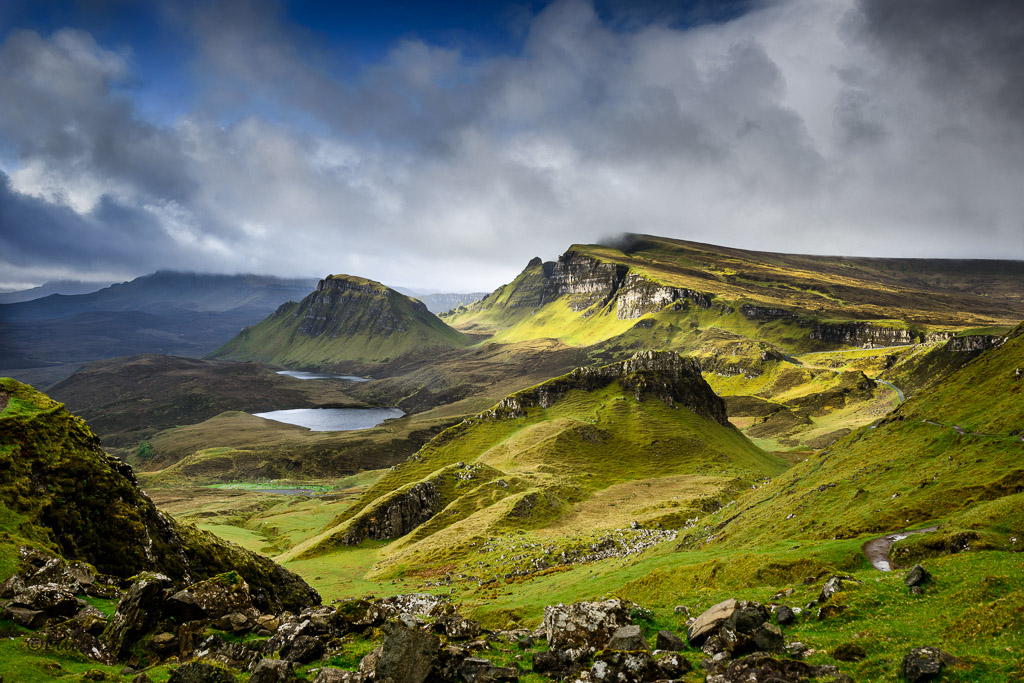
Krajina na ostrově Skye – Quiraing

Ze souostroví vyskytujících se na sever a západ od hlavního skotského území jsou největší Shetlandské ostrovy, Orkneje a Hebridy. Největšími ostrovy pak jsou Mainland (Shetlandy), Lewis, Skye a Mull.
Tektonický zlom, táhnoucí se od ostrova Arran u západního pobřeží k přístavnímu městečku Stonehaven na východě, rozděluje celé Skotsko na Lowlands – Nížinu a Highlands – Vysočinu. Oba kraje jsou odlišné nejen geologicky, ale i historicky a kulturně.
Nejvyšším pohořím je Skotská vysočina, nebo též Highlands, kde je i nejvyšší hora Skotska a zároveň celého Spojeného království Ben Nevis (1344 m nad mořem). Highlands leží v severní a severozápadní části Skotska, je vulkanického původu a je převážně kamenitý. Na tomto území se také nachází mnoho horských údolí (glens) a jezer (lochs). Celá tato oblast byla v době ledové pod souvislou vrstvou sněhu a ledu. Směrem od Highland na východ a jih jsou o poznání úrodnější nížiny, vzniklé usazováním. Sedimenty nahromaděné v těchto částech byly a jsou zdrojem pro zemědělství. I v těchto částech lze najít území vulkanického původu, například kolem hlavního města Edinburghu. Směrem k anglickým hranicím je hojnější výskyt lesního porostu, který byl původně po celém území Velké Británie, ale důsledkem mýcení hlavně během průmyslové revoluce a kvůli stavbě lodí z velké části vymizel. Ve středu země mezi městy Greenock, Glasgow, Stirling a Edinburgh – tzv. Střední pás se nachází velká průmyslová zóna.
Mezi největší řeky patří Clyde a Forth. V menších horských řekách se daří lososům – národní rybě země. Z mnoha jezer Skotska jsou největší Loch Lomond, což je zároveň přírodní rezervace, Loch Ness, v jehož hlubinách prý žije světoznámá příšera (Lochneska), jejíž existenci se dodnes nepodařilo dokázat, a Loch Awe (viz také Kategorie:Jezera ve Skotsku). Většina z nich je ledovcového původu.

### Klima
Klima je ve Skotsku, podobně jako v jiných částech Spojeného království, ovlivněno Golfským proudem, který působí od západu, od Atlantského oceánu. V zemi panují mírné, ale vlhké zimy a chladnější léta. Počasí bývá velmi proměnlivé a nezřídka se lze setkat (podzim-jaro) s jasným svitem slunce, deštěm, kroupami i sněhem v jedné hodině. V zimě jsou maximální průměrné teploty okolo 6 °C, v létě okolo 18 °C.

## Správní členění
Od 1. dubna 1996 se Skotsko člení na 32 správních oblastí (unitary authorities):
| 1. Inverclyde 2. Renfrewshire 3. Západní Dunbartonshire 4. Východní Dunbartonshire 5. Glasgow 6. Východní Renfrewshire 7. Severní Lanarkshire 8. Falkirk 9. Západní Lothian 10. Edinburgh 11. Střední Lothian 12. Východní Lothian 13. Clackmannanshire 14. Fife 15. Dundee 16. Angus | 1. Aberdeenshire 2. Aberdeen 3. Moray 4. Highland 5. Západní ostrovy 6. Argyll and Bute 7. Perth a Kinross 8. Stirling 9. Severní Ayrshire 10. Východní Ayrshire 11. Jižní Ayrshire 12. Dumfries a Galloway 13. Jižní Lanarkshire 14. Scottish Borders 15. Orkneje 16. Shetlandy | Administrativní členění |

## Ekonomika

### Průmysl a obchod
Průmysl má na území Skotska dlouholetou tradici od počátku průmyslové revoluce. V počátcích se jednalo hlavně o průmysl těžký – stavba lodí, výroba oceli, těžba uhlí a některých rud spolu s dřevařským a textilním průmyslem byly nejdůležitější z odvětvích. Mezi světovými válkami byl chod těžkého průmyslu omezen a po druhé světové válce nastal úpadek ještě větší. V sedmdesátých letech 20. století byla v Severním moři objevena naleziště ropy a začal rozkvět těžebního průmyslu. Kromě těžařství se začal rychle rozvíjet lehký průmysl, finančnictví a služby celkově. Dnes je Skotsko významným výrobcem elektronických komponentů a města Edinburgh a Glasgow jsou jedny z nejvýznamnějších finančních center Evropy. Mezi země, kam směřuje nejvíc exportu, patří Spojené státy americké, Nizozemsko, Francie, Španělsko a Hongkong. V posledních letech se rozrostla turistika a rozkvetly tím pádem služby související. V průmyslu pracuje ve Skotsku 25 % obyvatel, ve službách 74 % a zbylé 1 % připadá na zemědělství.

### Zemědělství
Zemědělství je ve Skotsku na velmi vysoké úrovni, založené na farmářském způsobu. Hlavní zemědělské oblasti jsou na východě země, zejména v oblasti Fife. Z rostlinné výroby se v této části Britských ostrovů daří bramborám, obilninám, mrkvi a kořenové zelenině vůbec, kapustě, brukvi, i další košťálové zelenině. Poměrně četné jsou farmy specializující se na jahody. S živočišnou výrobou je neodlučitelně spojena celá řada tradičních skotských plemen zvířat. Velmi významnou součástí, ne-li nejvýznamnější, je rybolov. Bohaté zkušenosti a dlouhá tradice, spolu s velkými oblastmi bohatými na výskyt ryb, řadí Skotsko mezi nejdůležitější oblasti v tomto odvětví. V řekách se loví hlavně lososi, pstruzi, štiky a úhoři v mořích pak celá škála mořských druhů, jako treska, sleď, šprot, štikozubec a platýs. Největší rybářské přístavy jsou v Peterhead a Fraseburgh, v minulosti to byl hlavně Aberdeen.

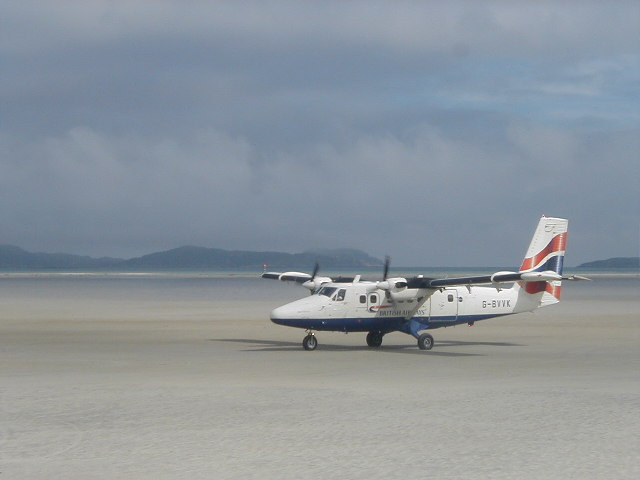
Letadlo společnosti Loganair na letišti Barra Airport, jediném na světě s přistávací plochou na pláži.

### Doprava
Ve Skotsku je pět mezinárodních letišť, ve městech Glasgow, Edinburgh, Aberdeen, Prestwick (letiště Glasgow-Prestwick) a Inverness. Kromě těchto letišť je v zemi dalších deset lokálních. Z leteckých společností sídlí ve Skotsku Flyglobespan, Loganair, City Star Airlines a ScotAirways
Železniční doprava, která je organizována a spravována samostatně od zbytku Spojeného království, má hustou síť tratí. Tento druh dopravy má v zemi dlouhou historii, která je spojena i s výrobou lokomotiv. Propojení s Anglií a mezi nejdůležitějšími městy je samozřejmostí. V zemi zajišťuje dopravní obslužnost celá řada soukromých firem.
Ze sítě dálnic a rychlostních silnic je nejvytíženější dálnice M8 mezi Glasgow a Edinburghem. Nejdelší je pak M74, která je spojnicí s Anglií.
Poměrně hustá síť lodních linek funguje jak mezinárodně (spojení s Norskem, Belgií, Faerskými ostrovy a Islandem), tak lokálně (Severní Irsko, ostrovy na severu a západě). Mnoho lokálních spojů funguje hlavně pro turistiku.

## Kultura

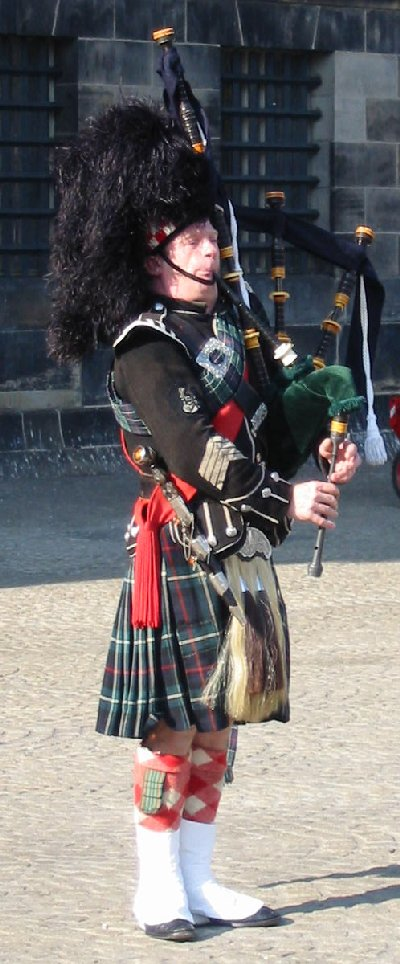
Tradiční obrázek z ulic velkých skotských měst.

V oblasti kultury se ve Skotsku nejvíce vyjímá hudba, literatura a sport. Hudba je tradičně spjata se starou gaelskou kulturou a skotské dudy (jinak v angličtině přesněji Great Highland Bagpipe) jsou všeobecně známým hudebním nástrojem. Kromě nich ovšem ke klasickým skotským kapelám hrajícím Scottish country dance patří také housle, akordeon, ale také harfa. U modernějších seskupení se často používají také elektronické klávesy, kytary a jiné nástroje.
Ke skotské hudbě patří také skotský tanec (scottish dancing). Nezřídka jsou po celém území Skotska pořádány festivaly s touto tematikou, nebo jen kulturní večery.
Se skotskou hudbou, tancem a tradičními skotskými sportovními disciplínami se lze setkat na Highland games (Skotské hry).
Ve skotské literatuře se používalo a používá několik jazyků: skotská gaelština, angličtina, skotština, francouzština a latina. Mezi nejznámější skotské literáty patří Robert Burns, Walter Scott, Arthur Conan Doyle a Irvine Welsh. Thomas Carlyle se proslavil průkopnickými prozaickými pokusy, ale i řadou kontroverzních názorů. Sociálními romány proslul Archibald Joseph Cronin. James Macpherson způsobil aféru, nikoli nepodobnou českým rukopisným sporům, svým „objevem“ Ossianových zpěvů. Robert Louis Stevenson vytvořil narativní svět, jež je dnes synonymem dobrodružství. Jeho spolužák James Matthew Barrie vytvořil postavu Petra Pana. Iain M. Banks se prosadil v žánru sci-fi, Alistair MacLean proslul jako autor válečných románů, Ian Rankin krimi-románů, průkopníkem fantasy byl George MacDonald, významným životopiscem James Boswell. V žánru dětské literatury se prosadil Kenneth Grahame. Autorem pikareskních románů byl Tobias Smollett, nejslavnějším z nich je Dobrodružství Rodericka Randoma. Poměrně nedávno se prosadili Muriel Sparková, William Boyd nebo Carol Ann Duffyová.
Architekt a designér Charles Rennie Mackintosh byl významným představitelem secese, Robert Adam neoklasicismu. Proslulým stavitelem kanálů byl Thomas Telford, fotbalových stadionů pak Archibald Leitch. Významným představitelem brutalismu byl James Stirling. K nejvýznamnějším skotským architektonickým památkám patří Edinburský hrad, Palác Linlithgow, hrad Stirling nebo zámek Balmoral, letní byt britské královské rodiny, v němž s oblibou přebývala královna Alžběta II. Ke královským sídlům patří i zámek Holyrood. Most Forth Bridge u Edinburghu otevřený roku 1890 byl zapsán na seznam Světového dědictví UNESCO. Tam bylo zapsáno i celé centrum Edinburghu či vesnice New Lanark, kde se utopista Robert Owen pokusil realizovat některé své představy o ideální společnosti.
Největší sbírku uměleckých předmětů ve Skotsku shromáždila Kelvingrove Art Gallery and Museum v Glasgow.
V populární hudbě prorazila nejvíce Annie Lennoxová. Folkové prvky užil Donovan. Jako rockový kytarista proslul Jack Bruce a v sub-žánru dreampop skupina Cocteau Twins. V současnosti se prosazují například Amy MacDonaldová, Calvin Harris či Brian Molko, lídr skupiny Placebo. Skotskou gaelštinu zpopularizovala folkrocková skupina Runrig. Skotem je i první představitel Jamese Bonda a herecká legenda Sean Connery. Filmová série o Harrym Potterovi proslavila Robbie Coltranea, série Pán prstenů Billy Boyda, seriál Doctor Who Karen Gillanovou a Petera Capaldiho.
Na rozhlasových vlnách lze naladit mnoho rozhlasových stanic, ale za ryze skotské lze považovat BBC Radio Scotland a BBC Radio nan Gaidheal, které vysílá kombinovaně anglicky a ve skotské gaelštině. Kromě rozhlasu vysílá i televize BBC Scotland a komerční STV. Skotské deníky zastupují Daily Record, The Herald a The Scotsman.
Ke kultuře patří neodmyslitelně i sport, což ve Skotsku platí dvojnásob. Soutěživost Skotů je veliká a tradiční sporty spojené s touto zemí jsou všeobecně známé: fotbal, ragby, golf, koňské dostihy, automobilové závody, tenis, atletika a další. Ve fotbale stojí za zmínku tradiční rivalita klubů Celtic Glasgow a Glasgow Rangers. Ve světě ragby pravidelně bojuje skotský národní tým o nejcennější trofeje planety a golfová hřiště ve Skotsku patří mezi nejlepší na světě. Trenérskou fotbalovou legendou je Alex Ferguson. Jeho slavným předchůdcem v Manchesteru United byl Matt Busby. Držitelem Zlatého míče je Denis Law, mnoho úspěchů si připsal i Kenny Dalglish. Nejúspěšnějším skotským tenistou je vítěz Wimbledonu Andy Murray. Trojnásobným mistrem světa ve Formuli 1 se stal Jackie Stewart, dvojnásobným Jim Clark. V závodech rallye se proslavil Colin McRae. Šest zlatých olympijských medailí má rychlostní cyklista Chris Hoy.
Skotskou národní kulinářskou specialitou je haggis, což jsou ovčí vnitřnosti s cibulí a ovesnými vločkami vařené v ovčím žaludku. Ve Skotsku se též vyrábí ceněná whisky, pálenka z ječmenného sladu. Nejstarší písemná zmínka o jejím pálení pochází z 15. století, ale tradice bude patrně ještě hlubší. K nejznámějším značkám skotské whisky patří Johnnie Walker, Chivas Regal nebo Ballantine's.

## Školství

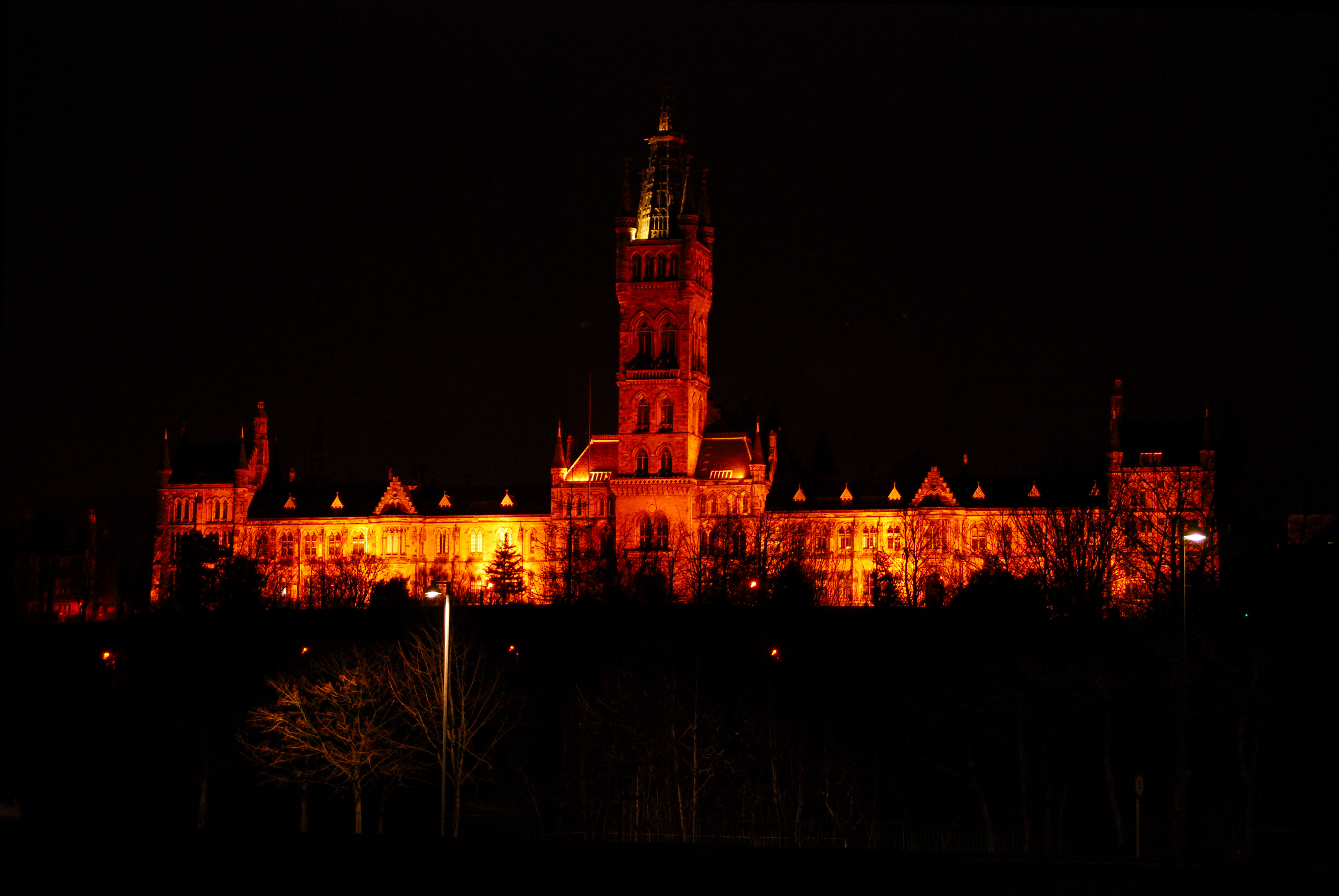
University of Glasgow

Systém školství ve Skotsku se v mnohém liší od toho českého. Od dob starověkého Řecka bylo Skotsko první území, kde se zavedlo školství do veřejného sektoru. Roku 1496 byl vydán zákon, jenž nařizoval povinnou školní docházku pro nejstarší syny šlechticů a vlastníků půdy. Od roku 1561 se vyučovalo i v kostelech.
V dnešních dnech dokončuje mládež základní vzdělání v 15 až 16 letech (zřídka i dříve) závěrečnou sérií zkoušek (maximální počet předmětů je osm). Po této povinné školní docházce si studenti mohou vybrat další studijní obory na vyšších typech škol a zakončit studia některou z těchto zkoušek : Access exams, Intermediate exams nebo Higher Grade a Advanced Higher. Systémy soukromých škol se mohou lišit nebo používat anglický model studií. Následují studia na univerzitách, kterých je ve Skotsku celkem 13. Nejvýznamnějšími jsou : University of Edinburgh, University of St. Andrews, University of Glasgow a University of Aberdeen. Titul dosažený úspěšným složením závěrečných zkoušek po čtyřletém studiu je Artium Baccalaureus, ve zkratce používáno jako B.A., nebo také A.B. Existuje i několik dalších titulů, které lze studiem na univerzitě získat. Na skotských univerzitách studuje mnoho zahraničních studentů, převážně ze zámoří.

## Věda a filozofie
Svou úpravou parního mechanismu rozpoutal průmyslovou revoluci James Watt. Dějiny fyziky, obzvlášť výzkumu elektromagnetismu, jsou nepředstavitelné bez Jamese Clerka Maxwella. I vynálezce telefonu Alexander Graham Bell se narodil ve Skotsku. Alexander Fleming objevil penicilin. Za Skota lze považovat i fyzika Williama Thomsona (Kelvina). John Logie Baird je jedním z vynálezců televize. John Napier objevil logaritmy a zavedl desetinnou čárku. Charles Lyell byl jedním ze zakladatelů moderní geologie. James Dewar vynalezl termosku. Robert Brown definoval tzv. Brownův pohyb. Zakladatelem termodynamiky byli Joseph Black či William John Macquorn Rankine. Významným matematikem byl Colin Maclaurin. John Boyd Dunlop vynalezl pneumatiku. David Brewster byl průkopníkem optiky. James Gregory patří ke spolutvůrcům dalekohledu. Daniel Rutherford dokázal jako první izolovat dusík. Vynálezcem procesu dialýzy byl Thomas Graham. Na vynálezu radaru se podílel Robert Watson-Watt. William Ramsay a Charles Thomson Rees Wilson získali Nobelovu cenu za fyziku, za chemii Alexander Robertus Todd, za fyziologii John James Rickard Macleod a James W. Black.
Skotové napsali veledůležitou kapitolu v dějinách filozofie, potažmo politického a ekonomického myšlení. Největší explozi kreativity ve skotských dějinách se dnes říká Skotské osvícenství. K jeho pilířům patřili David Hume, Adam Smith a Thomas Reid. Klasickým ekonomem byl i James Mill. John Law je považován za vynálezce papírových bankovek. Jan Duns Scotus byl klíčovou postavou pozdní scholastiky. James Frazer sepsal proslavenou knihu Zlatá ratolest, základní práci moderní antropologie, religionistiky a etnografie. Ronald David Laing byl představitelem tzv. antipsychiatrie, filozof Alasdair MacIntyre komunitarismu, John Muir byl průkopníkem environmentalismu. Hnutí free school v 60. letech inspiroval filozof Alexander Sutherland Neill. Angus Deaton a James Mirrlees získali Nobelovu cenu za ekonomii.